# Broberget
Broberget är ett berg söder om Ösjön i Hällefors kommun och en ort i Örebro län, Sverige. Orten ligger alldeles söder om riksväg 63 mellan Hällefors och Viksta.